# Pojednostavljeno kinesko pismo
Pojednostavljeno kinesko pismo ili pojednostavljeni kineski znakovi jedna su od dvije standardizirane skupine znakova, uz tradicionalno pismo, koji se naširoko upotrebljavaju za zapisivanje kineskih jezika. Njihova masovna standardizacija u 20. stoljeću provedena je na inicijativu Narodne Republike Kine za promicanje pismenosti, a njihovu svakodnevnu uporabu u kontinentalnoj Kini od 1950-ih podupire kineska vlada. U službenoj su uporabi u kontinentalnoj Kini, Maleziji i Singapuru, dok su tradicionalni oblici znakova u službenoj uporabi u Hong Kongu te na Makau i Tajvanu.
Pojednostavljivanje komponente pisma – bilo znaka ili radikala, potkomponente – obično uključuje redukciju ukupnog broja poteza potrebnih za zapisivanje, ili pak izmjenu određenih poteza za lakše zapisivanje. Na primjer, radikal ⼓ 'obujmiti' u tradicionalnom znaku 沒 pojednostavljen je u radikal ⼏ 'stol' koji se pojavljuje u znaku 没. Sustavnim pojednostavljivanjem radikala izmijenjen je velik broj znakova. Neke izmjene temeljene su na često korištenim kurzivnim oblicima koji predstavljaju grafijsko i fonetsko pojednostavljenje tradicionalnih znakova. Pritom su inačice istog znaka identičnog izgovora i značenja stopljene u jedan zajednički znak u standardu, koji je obično bila inačica najjednostavnijeg oblika. Ipak, na mnoge znakove ovo pojednostavljenje nije imalo nikakvog učinka, zbog čega izgledaju identično u oba standardna pisma.
Kineska vlada nikada nije službeno najavila kraj procesa pojednostavljenja čak ni nakon glavnine izmjena 1960-ih godina. Poslije provedbe kulturne revolucije, drugi niz pojednostavljenja izveden je 1977. godine, koji se za razliku od prvog niza uglavnom sastojao od potpuno novih inačica osmišljenih za umjetno smanjivanje potrebnih poteza. Ipak, ti znakovi bili su vrlo slabo prihvaćeni i nikada nisu dosljedno korišteni, pa su 1986. godine ti znakovi i službeno povučeni iz uporabe kada je njihova upotreba gotovo potpuno zamrla. U kolovozu 2009. godine, vlada je pozvala javnost na komentiranje revidirana popisa pojednostavljenih znakova; rezultat je bio Popis učestalih standardnih kineskih znakova s ukupno 8105 znakova, uključujući nekoliko revidiranih oblika, koji je kinesko Državno vijeće uvedelo u službenu uporabu 5. lipnja 2013. godine.